# Emma de Lecce
Emma de Lecce (née v. 1118) est la mère du roi Tancrède de Sicile.

## Biographie
Fille du comte normand Achard II de Lecce, Emma de Lecce a, à la fin des années 1130, une liaison avec un prince normand, Roger de Hauteville, duc d'Apulie, fils aîné du roi Roger II de Sicile (1130-1154). De cette liaison est né, vers 1138 Tancrède, futur roi de Sicile, de janvier 1190 à février 1194.